# Флеш дю Сюд 2024
73-й выпуск Флеш дю Сюд — шоссейной многодневной велогонки по дорогам Люксембурга. Гонка прошла с 8 по 12 мая 2024 года в рамках Европейского тура UCI 2024. Победителем стал нидерландский велогонщик Пим Ронхар.

## Участники
В гонке приняли участие 20 команд, среди которых 16 континентальных.
| UCI Continental Teams (15)- Baloise Trek Lions - Team Vorarlberg - Global 6 United - Lotto Kern-Haus PSD Bank - Team Felt Felbermayr - Parkhotel Valkenburg - Hrinkow Advarics - P&S Metalltechnik Benotti - Volkerwessels Cycling Team - BEAT Cycling Club - Rembe Pro Cycling Team Sauerland - Lidl-Trek Future Racing - Team Storck-Metropol Cycling - ATT Investments - Rad-Net Oßwald UCI Cyclocross Team- Pauwels Sauzen-Bingoal Любительские, клубные или региональные команды (4)- Vendée U Pays de la Loire - VC Unité Schwenheim - Team Snooze-VSD - Regional Ekipp Letzebuerg |
| |

## Маршрут
Суммарная дистанция гонки, состоящей из пяти этапов, составляет 532 километра.
| Этап | Дата   | Маршрут                         | type                    | Длина (км) | Победитель          | Лидер генеральной классификации |
| ---- | ------ | ------------------------------- | ----------------------- | ---------- | ------------------- | ------------------------------- |
| 1    | 8 май  | Канаш – Канаш                   | холмистый               | 85,5       | Тим Торн Тойтенберг | Тим Торн Тойтенберг             |
| 2    | 9 май  | Rumelange – Rumelange           | холмистый               | 151,2      | Сепп Ван Дер Бёр    | Сепп Ван Дер Бёр                |
| 3    | 10 май | Bourscheid – Bourscheid         | холмистый               | 127,2      | Пим Ронхар          | Пим Ронхар                      |
| 4    | 11 май | Санем – Санем                   | индивидуальная разделка | 18,6       | Якоб Содерквист     | Пим Ронхар                      |
| 5    | 12 май | Эш-сюр-Альзетт – Эш-сюр-Альзетт | равнинный               | 149,5      | Якоб Содерквист     | Пим Ронхар                      |

## Ход гонки
На последнем этапе гонщикам предстояло преодолеть около 150 километров в Эш-сюр-Альзетт и его окрестностях, где были проведены старт и финиш гонки. Поездка в основном проходила по ровным дорогам. Гонщикам пришлось шесть раз проехать круг по месту старта и финиша, причем восхождение на Пото де Кайль (1 км с градиентом 6,7 %) было единственным препятствием. Лидер генеральной классификации, Пим Ронхаар, начал день с обнадеживающего отрыва (в одну минуту) от своих ближайших конкурентов. Ронхаар больше не попадал в неприятности во время гонки и, таким образом, обеспечил себе вторую подряд общую победу в гонке в Люксембурге.

## Лидеры классификаций
| Этап |                         | Победитель _        | Генеральная классификация _ |
| ---- | ----------------------- | ------------------- | --------------------------- |
| 1    | холмистый               | Тим Торн Тойтенберг | Тим Торн Тойтенберг         |
| 2    | холмистый               | Сепп Ван Дер Бёр    | Сепп Ван Дер Бёр            |
| 3    | холмистый               | Пим Ронхар          | Пим Ронхар                  |
| 4    | индивидуальная разделка | Якоб Содерквист     | Пим Ронхар                  |
| 5    | равнинный               | Якоб Содерквист     | Пим Ронхар                  |
| Итог | Итог                    |                     | Пим Ронхар                  |

## Итоговое положение
| \| Генеральная классификация \| Генеральная классификация \| Генеральная классификация \| Генеральная классификация \| Генеральная классификация \| \| Гонщик \| Гонщик \| Команда \| Время \| \| \| ------------------------- \| ------------------------- \| ------------------------- \| ------------------------- \| ------------------------- \| \| 1-й \| Пим Ронхар \| Baloise Trek Lions \| 12ч 20' 28 \| \| \| 2-й \| Лукас Рюэгг \| Team Vorarlberg \| + 1' 01 \| \| \| 3-й \| Liam O'Brien \| Lidl-Trek Future Racing \| + 1' 24 \| \| |              |                         |            |
| |              |                         |            |
| Источник: ProCyclingStats |              |                         |            |
| Генеральная классификация |              |                         |            |
| Гонщик | Гонщик       | Команда                 | Время      |
| 1-й | Пим Ронхар   | Baloise Trek Lions      | 12ч 20' 28 |
| 2-й | Лукас Рюэгг  | Team Vorarlberg         | + 1' 01    |
| 3-й | Liam O'Brien | Lidl-Trek Future Racing | + 1' 24    |

| Очковая классификация | Очковая классификация | Очковая классификация   | Очковая классификация | Очковая классификация |
| Гонщик                | Гонщик                | Команда                 | Очки                  |                       |
| --------------------- | --------------------- | ----------------------- | --------------------- | --------------------- |
| 1-й                   | Пим Ронхар            | Baloise Trek Lions      | 61 очков              |                       |
| 2-й                   | Якоб Содерквист       | Lidl-Trek Future Racing | 50 очков              |                       |
| 3-й                   | Тим Торн Тойтенберг   | Lidl-Trek Future Racing | 50 очков              |                       |

| Очковая классификация | Очковая классификация | Очковая классификация   | Очковая классификация | Очковая классификация |
| Гонщик                | Гонщик                | Команда                 | Очки                  |                       |
| --------------------- | --------------------- | ----------------------- | --------------------- | --------------------- |
| 1-й                   | Пим Ронхар            | Baloise Trek Lions      | 61 очков              |                       |
| 2-й                   | Якоб Содерквист       | Lidl-Trek Future Racing | 50 очков              |                       |
| 3-й                   | Тим Торн Тойтенберг   | Lidl-Trek Future Racing | 50 очков              |                       |

| Горная классификация | Горная классификация | Горная классификация     | Горная классификация | Горная классификация |
| Гонщик               | Гонщик               | Команда                  | Очки                 |                      |
| -------------------- | -------------------- | ------------------------ | -------------------- | -------------------- |
| 1-й                  | Maximilian Kabas     | Hrinkow Advarics         | 27 очков             |                      |
| 2-й                  | Лука Дресслер        | Lotto Kern-Haus PSD Bank | 22 очков             |                      |
| 3-й                  | Колин Стюсси         | Team Vorarlberg          | 15 очков             |                      |

| Горная классификация | Горная классификация | Горная классификация     | Горная классификация | Горная классификация |
| Гонщик               | Гонщик               | Команда                  | Очки                 |                      |
| -------------------- | -------------------- | ------------------------ | -------------------- | -------------------- |
| 1-й                  | Maximilian Kabas     | Hrinkow Advarics         | 27 очков             |                      |
| 2-й                  | Лука Дресслер        | Lotto Kern-Haus PSD Bank | 22 очков             |                      |
| 3-й                  | Колин Стюсси         | Team Vorarlberg          | 15 очков             |                      |

| Молодёжная классификация | Молодёжная классификация | Молодёжная классификация | Молодёжная классификация | Молодёжная классификация |
| Гонщик                   | Гонщик                   | Команда                  | Время                    |                          |
| ------------------------ | ------------------------ | ------------------------ | ------------------------ | ------------------------ |
| 1-й                      | Liam O'Brien             | Lidl-Trek Future Racing  | 12ч 21' 52               |                          |
| 2-й                      | Матс Венцель             | Lidl-Trek Future Racing  | + 32                     |                          |
| 3-й                      | Cedric Abt               | Lotto Kern-Haus PSD Bank | + 1' 32                  |                          |

| Молодёжная классификация | Молодёжная классификация | Молодёжная классификация | Молодёжная классификация | Молодёжная классификация |
| Гонщик                   | Гонщик                   | Команда                  | Время                    |                          |
| ------------------------ | ------------------------ | ------------------------ | ------------------------ | ------------------------ |
| 1-й                      | Liam O'Brien             | Lidl-Trek Future Racing  | 12ч 21' 52               |                          |
| 2-й                      | Матс Венцель             | Lidl-Trek Future Racing  | + 32                     |                          |
| 3-й                      | Cedric Abt               | Lotto Kern-Haus PSD Bank | + 1' 32                  |                          |

| Командная классификация по времени | Командная классификация по времени | Командная классификация по времени | Командная классификация по времени |
| Команда                            | Команда                            | Время                              |                                    |
| ---------------------------------- | ---------------------------------- | ---------------------------------- | ---------------------------------- |
| 1-й                                | Team Vorarlberg                    | 37ч 06' 06                         |                                    |
| 2-й                                | Lidl-Trek Future Racing            | + 8                                |                                    |
| 3-й                                | Hrinkow Advarics                   | + 1' 10                            |                                    |

| Командная классификация по времени | Командная классификация по времени | Командная классификация по времени | Командная классификация по времени |
| Команда                            | Команда                            | Время                              |                                    |
| ---------------------------------- | ---------------------------------- | ---------------------------------- | ---------------------------------- |
| 1-й                                | Team Vorarlberg                    | 37ч 06' 06                         |                                    |
| 2-й                                | Lidl-Trek Future Racing            | + 8                                |                                    |
| 3-й                                | Hrinkow Advarics                   | + 1' 10                            |                                    |